# Eugyra japonicus
Eugyra japonicus is een zakpijpensoort uit de familie van de Molgulidae. De wetenschappelijke naam van de soort is, als Gamaster japonicus, voor het eerst geldig gepubliceerd in 1934 door Oka.